# Ypthima gazana
Ypthima gazana är en fjärilsart som beskrevs av Van Son 1955. Ypthima gazana ingår i släktet Ypthima och familjen praktfjärilar. Inga underarter finns listade i Catalogue of Life.